# Tomasz Strzembosz
Tomasz Romuald Strzembosz (ur. 11 września 1930 w Warszawie, zm. 16 października 2004 tamże) – polski historyk, profesor Katolickiego Uniwersytetu Lubelskiego (KUL) (od 1991) i Instytutu Studiów Politycznych PAN. Badacz historii Polski okresu II wojny światowej. W latach 1989–1993 przewodniczący Rady Naczelnej ZHR, następnie honorowy przewodniczący ZHR.

## Życiorys
Ukończył szkołę powszechną i dwie klasy gimnazjalne na tajnych kompletach w Gimnazjum i Liceum im. św. Stanisława Kostki w Warszawie. Maturę zdał w 1949 w Samorządowym Gimnazjum i Liceum w Falenicy i w tym samym roku rozpoczął studia na Wydziale Historii Uniwersytetu Jagiellońskiego w Krakowie. Od jesieni 1951 studiował historię na Uniwersytecie Warszawskim ze specjalizacją archiwalną. Z powodów politycznych magisterium uzyskał dopiero w 1959.
Od jesieni 1952 rozpoczął pracę zawodową w Wojewódzkim Archiwum Państwowym w Warszawie, następnie w Archiwum Głównym Akt Dawnych, skąd w sierpniu 1953 na wniosek Koła ZMP przy Państwowej Służbie Archiwalnej w Warszawie został usunięty z pracy. Pracował krótko jako robotnik i od 1954, przez następne 12 lat, w Dziale Oświatowym Muzeum Warszawy.
W 1966 rozpoczął pracę w Pracowni Dziejów Polski w II wojnie światowej w Instytucie Historii PAN, w 1972 obronił doktorat na Uniwersytecie Warszawskim (promotor – prof. Stanisław Herbst), w 1982 habilitował się na Wydziale Nauk Humanistycznych KUL, w 1991 otrzymał tytuł naukowy profesora nadzwyczajnego. Od 1984 pracował na KUL, a od 1992 także w Instytucie Studiów Politycznych PAN, gdzie był kierownikiem Samodzielnej Pracowni Dziejów Ziem Wschodnich II RP i wiceprzewodniczącym Rady Naukowej ISP PAN.
W pierwszej połowie lat 90. wziął udział w sesji plenarnej Polskiego Uniwersytetu Ludowego w Mińsku, poświęconej 50. rocznicy powstania Armii Krajowej i jej działalności na ziemiach wschodnich II Rzeczypospolitej.

## Praca naukowa
Zainteresowania prof. Tomasza Strzembosza koncentrowały się na tematyce konspiracji warszawskiej. Od 1982 zaczął badać partyzantkę antysowiecką, najpierw w białostockim, nad Biebrzą, potem w dawnych województwach północno-wschodnich II RP. Był prekursorem badań nad konspiracyjną walką zbrojną w okupowanej Warszawie, dziejami partyzantki i konspiracji na Kresach Północno-Wschodnich RP w czasie pierwszej okupacji sowieckiej 1939-1941 oraz znawcą sowieckiego systemu okupacyjnego.

Pod koniec życia pracował nad obszerną monografią polskiej partyzantki na ziemiach północno-wschodnich w latach 1939–1941 oraz kończył pracę nad książką „Rewolucja na postronku. Sowiecki system okupacyjny na ziemiach wschodnich II RP 1939-1941”. 

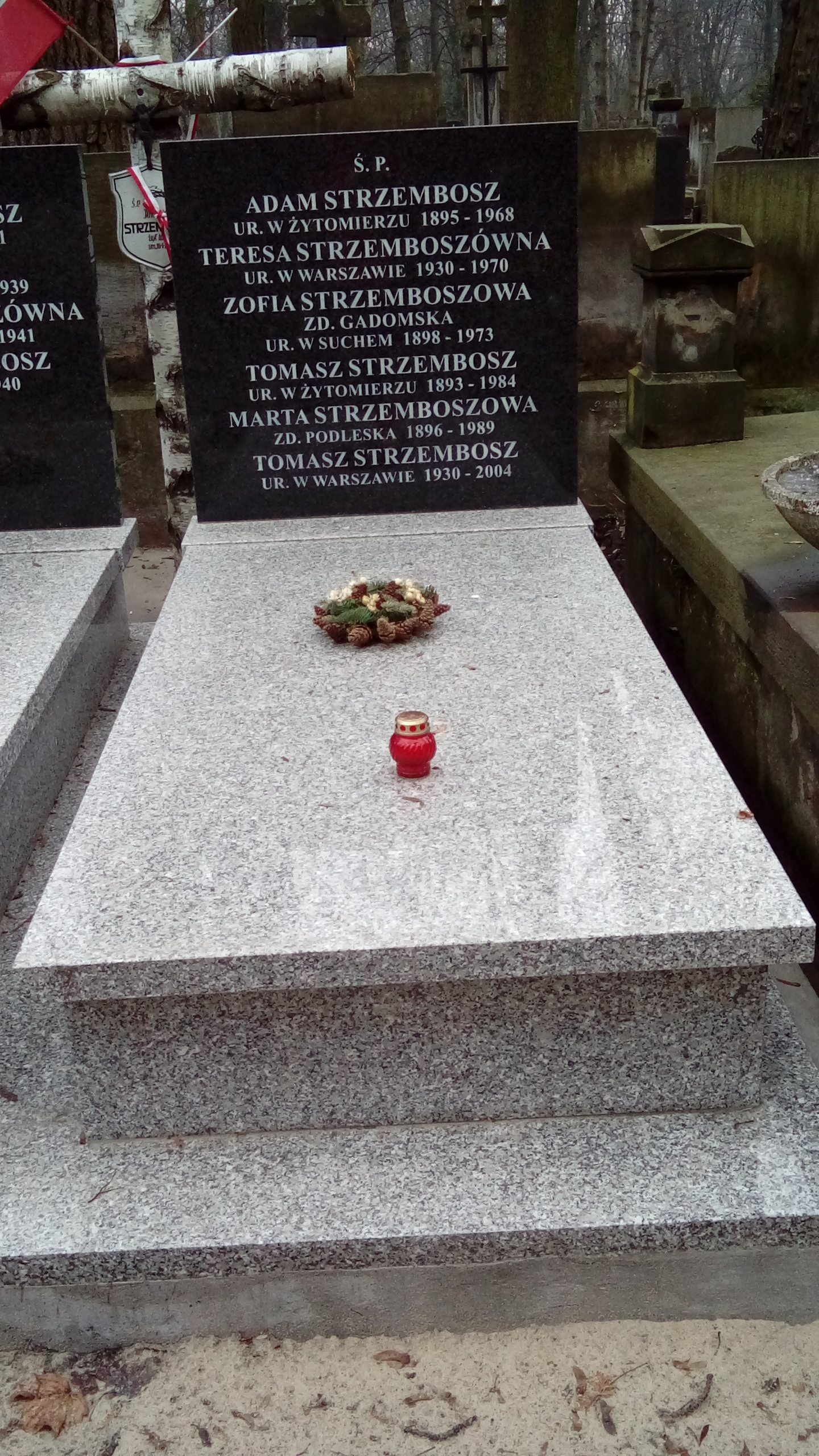
Grób Tomasza i Adama Strzemboszów na cmentarzu Powązkowskim

Do uczniów Tomasza Strzembosza należy zaliczyć takie osoby jak: Henryk Błaszczyk, Marek Wierzbicki, Grzegorz Motyka, Piotr Niwiński, Janusz Marszalec, Zygmunt Boradyn, Jarosław Kopiński, Rafał Wnuk, Ryszard Śmietanka-Kruszelnicki, Sławomir Poleszak, Irena Kozimala, Tomasz Łabuszewski, Adam Baran.

## Harcerstwo
Tomasz Strzembosz od 1945 roku był związany z harcerstwem. Od września 1945 roku aż do samorozwiązania się drużyn ZHP na przełomie lat 1948 i 1949 był członkiem ZHP, najpierw w V Krakowskiej Drużynie Harcerzy, a potem w 46 Warszawskiej Drużynie Harcerzy w Falenicy (w Hufcu Grochów). W roku maturalnym niemal cała klasa, pod naciskiem wychowawcy, prof. Wincentego Łąckiego (żołnierza ochotnika wojny 1920 roku i żołnierza AK), zapisała się do szkolnego koła ZMP. Prof. Łącki argumentował to następująco: nie po to uczyliśmy was w czasie wojny na kompletach, ryzykując życie, byście teraz nie dostali się na studia jako niezorganizowani.
Jesienią 1956 uczestniczył w spotkaniach harcerzy Szarych Szeregów dążących do odrodzenia ZHP, a następnie wraz z grupą warszawskich instruktorów zaproszonych przez Aleksandra Kamińskiego – w Krajowym Zjeździe Działaczy Harcerskich w Łodzi. Następnie prowadził drużynę harcerską w szkole podstawowej przy ul. Hożej. W 1958 ukończył kurs dla przewodników w Zawoi.
W 1980 był jednym z inicjatorów Kręgów Instruktorów im. Andrzeja Małkowskiego (KIHAM), w 1981 współtworzył Niezależny Ruch Harcerski (NRH) i był jego wiceprzewodniczącym.
W 1989 był jednym z twórców Związku Harcerstwa Rzeczypospolitej, przez dwie kadencje jego Przewodniczącym (1989-1992), a od 1993 Honorowym Przewodniczącym ZHR. Pośmiertnie Przewodniczący ZHR hm. Kazimierz Wiatr nadał Tomaszowi Strzemboszowi tytuł Harcmistrza Rzeczypospolitej. Miało to charakter symboliczny, ponieważ przepisy ZHR nie przewidują stopnia Harcmistrza RP.

## Działalność polityczna i społeczna
W latach 1972–1980 był członkiem Polskiego Klubu Górskiego. Od jesieni 1980 roku uczestniczył w pracach NSZZ „Solidarność” w IH PAN jako wiceprzewodniczący Koła, w latach 1982–1989 był członkiem podziemnej Rady Edukacji Narodowej i uczestniczył (od 1983) w pracach Społecznego Komitetu Wydawnictw Niezależnych, był także wiceprzewodniczącym Rady Naukowej Archiwum Wschodniego w latach 1989–1994. Był współzałożycielem „Komitetu Upamiętniającego Polaków Ratujących Żydów” – wiceprezesem stowarzyszenia i przewodniczącym Komisji Historycznej.

## Życie prywatne
Tomasz Strzembosz mieszkał w Warszawie. Był synem Adama i Zofii z Gadomskich, bratem Teresy i Adama Strzemboszów. 
W 1957 ożenił się z harcerką Marią Dawidowską, zwaną Marylą, siostrą Alka Dawidowskiego. Byli rodzicami Doroty i Macieja.
Został pochowany na Powązkach (kwatera 261-6-18/19)

## Nagrody i odznaczenia
- Nagroda sekretarza naukowego PAN za Oddziały szturmowe konspiracyjnej Warszawy 1939-1944 (1974)
- Nagroda „Polityki” za Oddziały szturmowe konspiracyjnej Warszawy 1939-1944 (1974)
- Nagroda księgarzy „Dziesięć polskich książek roku” za Akcje zbrojne podziemnej Warszawy 1939-1944 (1983)
- Nagroda „Polityki” za Oddziały szturmowe konspiracyjnej Warszawy 1939-1944 (1983)
- Krzyż Kawalerski Orderu Odrodzenia Polski (13 grudnia 2000)[6]
- Nagroda im. Włodzimierza Pietrzaka (15 maja 2002)
- Tytuł i nagroda Kustosz Pamięci Narodowej (8 listopada 2002)
- Tytuł „Honorowy Obywatel Miasta Jedwabne” (3 października 2004)
- Krzyż Komandorski Orderu Odrodzenia Polski (21 lutego 2008, pośmiertnie)[7]

## Publikacje książkowe
- Tumult warszawski 1525 r. (wyd. 1959)
- Odbijanie i uwalnianie więźniów w Warszawie 1939-1944 (wyd. 1972)
- Akcje zbrojne podziemnej Warszawy 1939-1944 (wyd. 1978, II wyd. 1983) ISBN 83-06-00717-4
- Oddziały szturmowe konspiracyjnej Warszawy 1939-1945 (wyd. 1979, II wyd. 1983)
- Szare Szeregi jako organizacja wychowawcza (wyd. 1981, II wyd. 1984)
- Refleksje o Polsce i podziemiu 1939-1945 (wyd. 1987, 1990) ISBN 83-85028-17-X
- Bohaterowie „Kamieni na szaniec” w świetle dokumentów (wyd. 1994, II wyd. 1996, III wyd. 2007) ISBN 83-01-11352-9 (wyd. II)
- Saga o „Łupaszce” ppłk. Jerzym Dąmbrowskim 1889-1941 (wyd. 1996) ISBN 83-86678-33-X
- Rzeczpospolita podziemna : społeczeństwo polskie a państwo podziemne 1939–1945 (wyd. 2000) ISBN 83-86117-49-4
- W stronę zachodzącego słońca. Życiorysy wpisane w polską historię (wyd. 2003) ISBN 83-88794-94-9
- Antysowiecka partyzantka i konspiracja nad Biebrzą X 1939-VI 1941 (wyd. 2004) ISBN 83-88973-78-9
- Czerwone bagno. Konspiracja i partyzantka antysowiecka w Augustowskiem wrzesień 1939 – czerwiec 1941 razem z Rafałem Wnukiem (wyd. 2009) ISBN 978-83-7383-382-1

Ponadto był autorem ponad 100 publikacji naukowych, oraz redaktorem naukowym kilkunastu innych pozycji.